# Elizabeth Moon

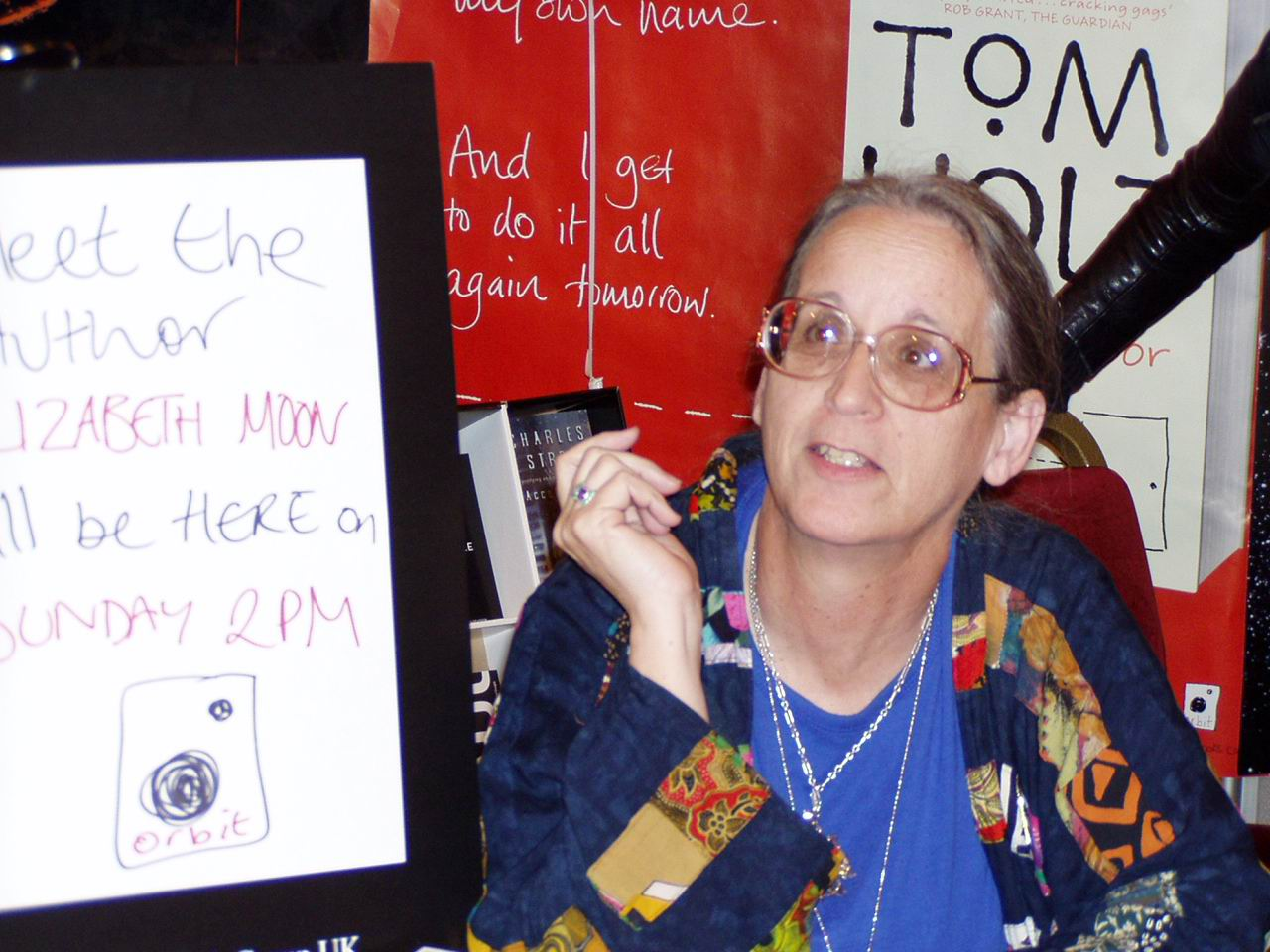
Elizabeth Moon

Elizabeth Moon (McAllen, Texas, 7 maart 1945), is een Amerikaanse schrijfster van sciencefiction en fantasy. 
Nadat Moon afgestudeerd was in geschiedenis, diende ze vanaf 1968 bij de US Marine Corps, het Amerikaanse equivalent van het  Korps Mariniers, waar ze de rang van eerste luitenant bereikte. Later haalde ze nog een tweede universiteitsgraad in biologie. Haar eerste verhalen werden gepubliceerd vanaf mid-jaren tachtig; haar eerste roman was het fantasy boek Sheepfarmer’s Daughter (1988).
In haar boeken zijn vaak militaire SF-thema's te vinden, naast biologie, politiek en persoonlijke relaties. Met haar roman The Speed of Dark won ze de Nebula Award in 2003. Het is een futuristisch werk over autistische mensen, geïnspireerd door haar eigen autistische zoon Michael.